# 瓏·薛爾菲格
瓏·薛爾菲格（丹麥語：Lone Scherfig，1959年5月2日—）是一位丹麥電影女導演與編劇，她曾是激進電影美學運動逗馬95宣言的參與者，2001年她依照逗馬95宣言拍出來的《戀愛學分保證班》於第51屆柏林影展獲得評審團獎與費比西國際影評人獎；後來她漸轉往英語電影圈發展，2009年以《名媛教育》廣受好評，於第82屆奧斯卡金像獎入圍3個獎項，包括最佳影片。
2019年，她執導的英語片《紐約茶館》被選為第69屆柏林影展開幕片。

## 電影作品
- 2001年:《戀愛學分保證班》(Italiensk for begyndere)
- 2002年:《二手書之戀》(Wilbur Wants to Kill Himself)
- 2007年:《超自然學院》(Hjemve)
- 2009年:《名媛教育》(An Education)
- 2011年:《真愛挑日子》(One Day)
- 2014年:《高富帥俱樂部》(The Riot Club)
- 2016年:《他們的美好時光》(Their Finest)
- 2019年:《紐約茶館（英语：The Kindness of Strangers (film)）》(The Kindness of Strangers)

## 外部連結
- 瓏·薛爾菲格在互联网电影资料库（IMDb）上的資料（英文）